# Doubrava (vattendrag)
Doubrava är ett vattendrag i Tjeckien.   Det rinner genom regionerna Vysočina, Pardubice och Mellersta Böhmen, i den centrala delen av landet, 70 km öster om huvudstaden Prag.